# Surcula coerulea
Surcula coerulea es una especie de gastrópodo del género Surcula, perteneciente la familia Turridae.